# 右夫人玺金印

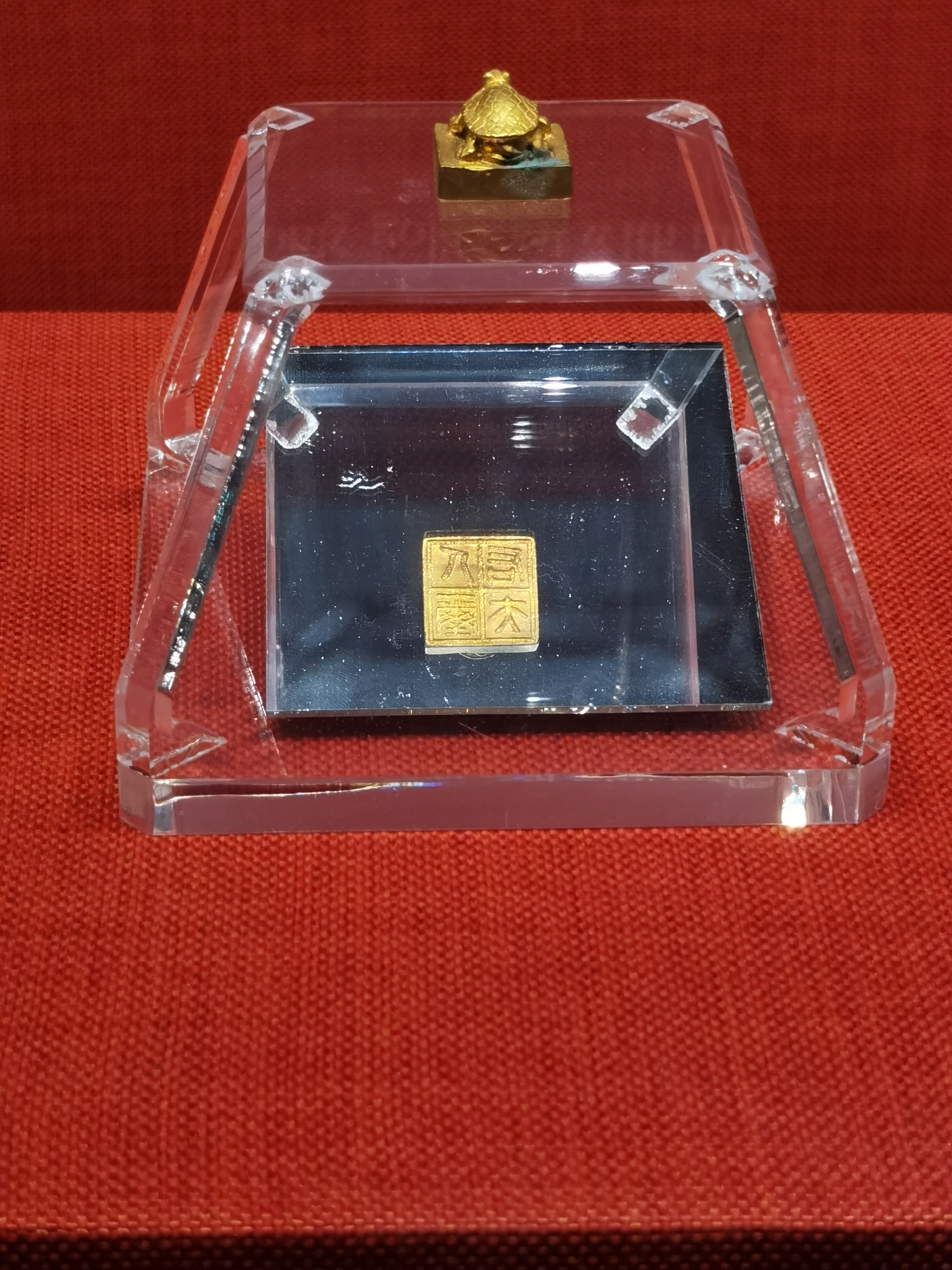
右夫人玺金印

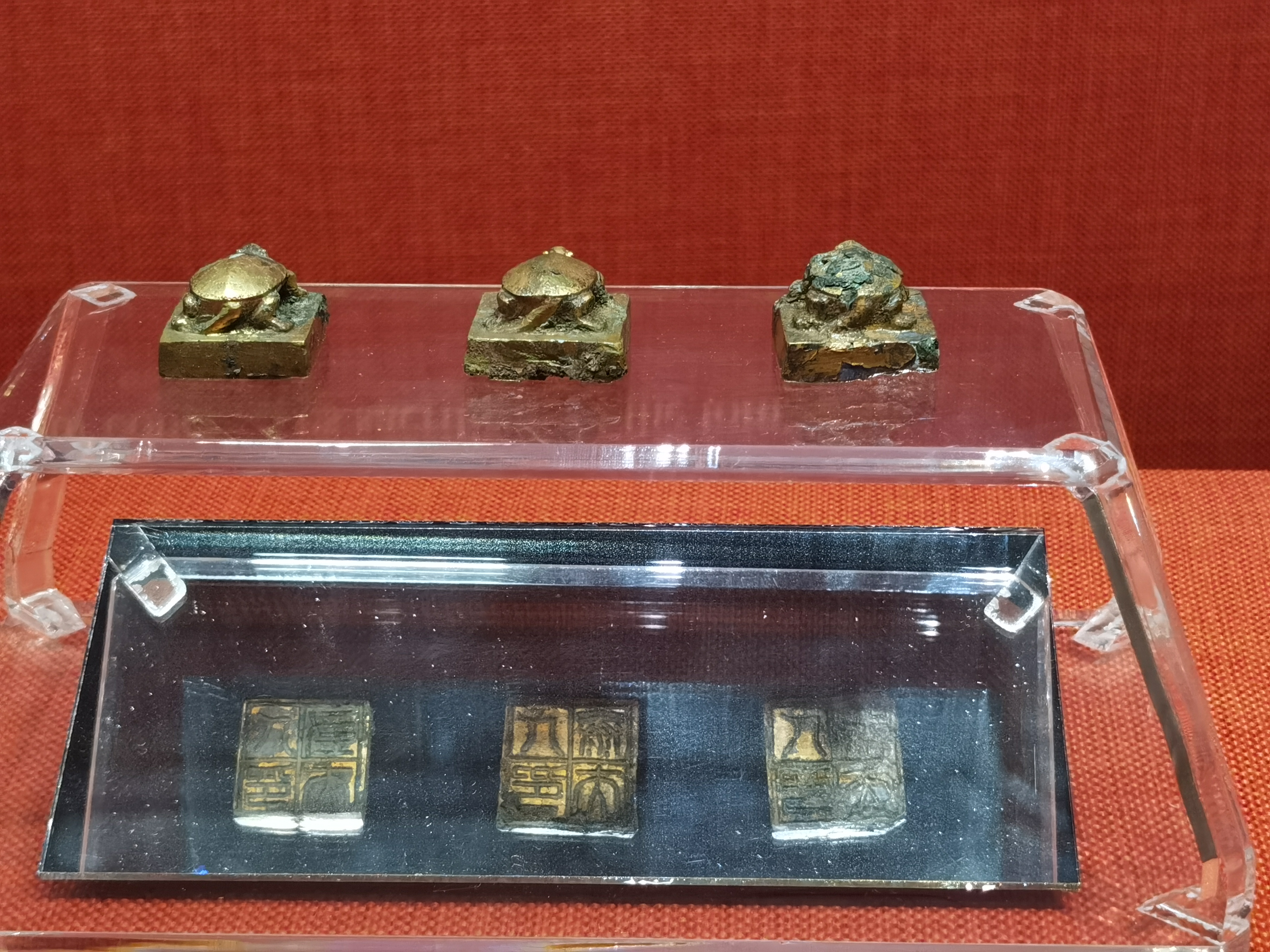
“左夫人印”、“泰夫人印”以及“□夫人印”鎏金铜印

“右夫人玺”金印南越国文帝赵眜的殉葬的姬妾“右夫人”的陪葬品之一，金印以龟为钮，出土于广州象岗山南越王墓东侧室。东侧室还出土有“左夫人印”、“泰夫人印”以及“□夫人印”鎏金铜印。现藏于西汉南越王博物馆。